# Isodictya erinacea
Isodictya erinacea är en svampdjursart som först beskrevs av Topsent 1916.  Isodictya erinacea ingår i släktet Isodictya och familjen Isodictyidae. Inga underarter finns listade i Catalogue of Life.